# Varzi (Lombardei)

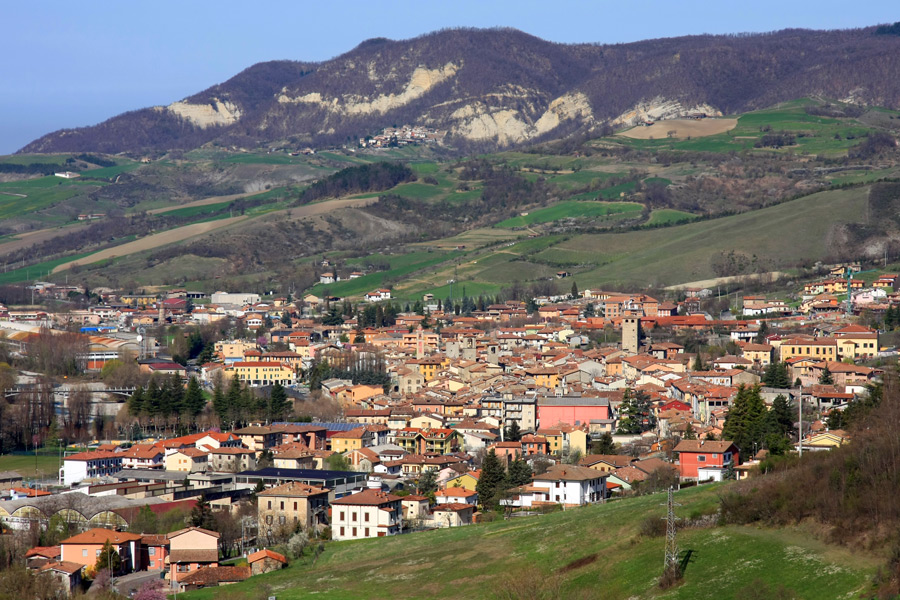
Blick auf Varzi

Varzi ist eine norditalienische Gemeinde (comune) mit 3030 Einwohnern (Stand: 31. Dezember 2023) in der Provinz Pavia in der Region Lombardei. Schutzpatron des Ortes ist der hl. Georg.

## Geographie
Das Gemeindegebiet umfasst eine Fläche von 57,61 km². Der Ort liegt auf einer Höhe von 416 Metern über dem Meer an der Staffora. Ortsteile (frazioni) sind Bognassi, Bosmenso, Braia di Cella, Caposelva, Casa Bertella, Casa Cabano, Casa Fiori, Castellaro, Cella, Dego, Fontana di Nivione, Monteforte, Nivione, Pietragavina, Rosara, Sagliano Crenna, San Martino, San Michele di Nivione und Santa Cristina. Die Nachbargemeinden sind Bagnaria, Fabbrica Curone (AL), Gremiasco (AL), Menconico, Ponte Nizza, Romagnese, Santa Margherita di Staffora, Val di Nizza, Valverde und Zavattarello. Die Gemeinde grenzt an die Provinz Alessandria.
Varzi war Endstation der stillgelegten Bahnstrecke Voghera–Varzi.

## Sehenswürdigkeiten

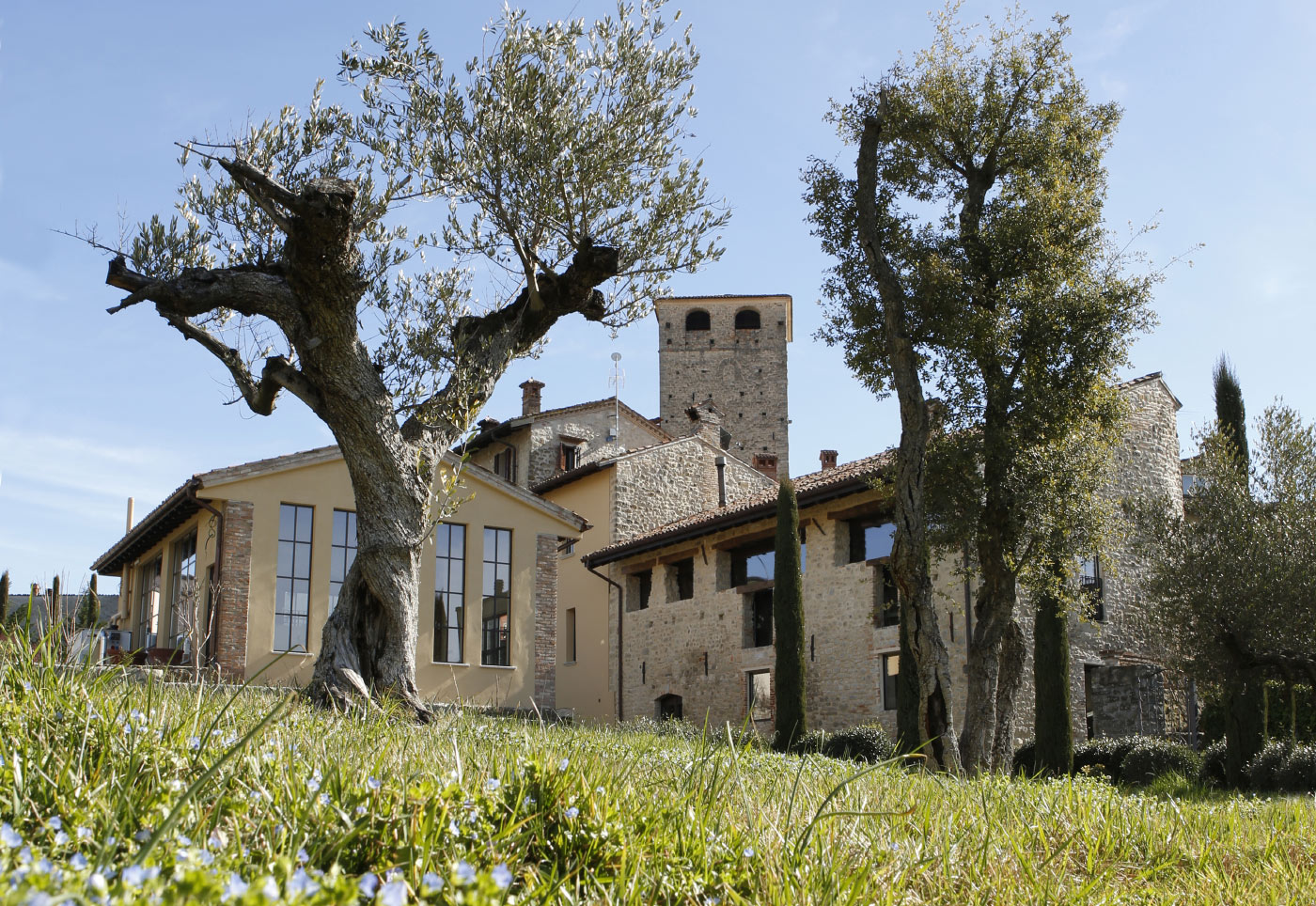
Castello Malaspina

- Kapuzinerkirche (Chiesa dei Cappuccini ), romanisch, 1594 geweiht
- Castello Malaspina

## Persönlichkeiten
- Pina Carmirelli (1914–1993), Violinistin
- Carlo Chiappano (1941–1982), Radrennfahrer